# Hệ thống quản lý lực lượng bán hàng
Hệ thống quản lý lực lượng bán hàng (cũng là hệ thống tự động hóa lực lượng bán hàng) là hệ thống thông tin được sử dụng trong quản lý vàtiếp thị quản lý quan hệ khách hàng (CRM) giúp tự động hóa một số chức năngquản lý bán hàng và bán hàng. Chúng thường được kết hợp với hệ thống thông tin tiếp thị, trong trường hợp này chúng thường được gọi là hệ thống CRM.
SFA, thường là một phần của hệ thống CRM của công ty, là một hệ thống tự động ghi lại tất cả các giai đoạn trong quy trình bán hàng. SFA bao gồm một hệ thống quản lý liên lạc theo dõi tất cả các liên hệ đã được thực hiện với một khách hàng nhất định, mục đích của liên hệ và bất kỳ sự theo dõi nào có thể cần thiết. Điều này đảm bảo rằng các nỗ lực bán hàng không bị trùng lặp, làm giảm nguy cơ gây khó chịu cho khách hàng. SFA cũng bao gồm hệ thống theo dõi khách hàng tiềm năng, trong đó liệt kê khách hàng tiềm năng thông qua danh sách điện thoại trả tiền hoặc khách hàng của các sản phẩm có liên quan. Các yếu tố khác của hệ thống SFA có thể bao gồm dự báo bán hàng, quản lý đơn đặt hàng và kiến thức về sản phẩm. Các hệ thống SFA phát triển hơn có các tính năng mà khách hàng thực sự có thể lập mô hình sản phẩm để đáp ứng nhu cầu của họ thông qua các hệ thống xây dựng sản phẩm trực tuyến. Điều này đang trở nên phổ biến trong ngành công nghiệp ô tô, nơi khách hàng quen có thể tùy chỉnh các tính năng khác nhau như màu sắc và các tính năng nội thất như ghế bọc da và ghế bọc da.
Một phần không thể tách rời của bất kỳ hệ thống SFA nào là sự tích hợp toàn công ty giữa các bộ phận khác nhau. Nếu các hệ thống SFA không được chấp nhận và được tích hợp đúng cách cho tất cả các phòng ban, có thể thiếu thông tin liên lạc có thể dẫn đến các phòng ban khác nhau liên hệ với cùng một khách hàng với cùng một mục đích. Để giảm thiểu rủi ro này, SFA phải được tích hợp đầy đủ trong tất cả các phòng ban xử lý việc quản lý dịch vụ khách hàng.
Tạo chiến lược liên kết lực lượng bán hàng năng động và các hành động hoạt động có thể diễn ra trong một bộ phận. SFA dựa vào các mục tiêu, kế hoạch, ngân sách và các chỉ số kiểm soát trong các điều kiện cụ thể. Để thực hiện đúng mục tiêu, phải thực hiện các thủ tục cụ thể:

## Quy trình quản lý lực lượng bán hàng có thể nhận dạng
- Đặt mục tiêu và chỉ tiêu dựa trên đầu vào (thường là thông qua một trung tâm chỉ huy)
- Phân công các yếu tố chịu trách nhiệm đạt được mục tiêu
- Các quy trình kiểm soát để đảm bảo các mục tiêu đang đạt được trong
  - một khung thời gian nhất định
  - một bối cảnh hạn chế nhất định (khách hàng và/hoặc thị trường)
- Quản lý hệ thống để xử lý các môi trường không chắc chắn

Quá trình này thường bắt đầu từ các mục tiêu bán hàng cụ thể. Trung tâm chỉ huy phân tích các đầu vào và đầu ra được thiết lập từ một quy trình kiểm soát theo mô hình và lực lượng bán hàng. Quy trình kiểm soát cho phép lực lượng bán hàng thiết lập các tiêu chuẩn hiệu suất, đo lường hiệu suất thực tế, so sánh hiệu suất đo được với các tiêu chuẩn đã thiết lập và thực hiện hành động khắc phục. Người quản lý bán hàng điều chỉnh hành động của họ dựa trên quy trình tổng thể.
Ngoài quy trình kiểm soát, các chỉ số sau được triển khai:
- Quản lý thời gian - Đo lường chính xác các nhiệm vụ và khoảng thời gian cần thiết cho mỗi tác vụ.
- Quản lý cuộc gọi - Lập kế hoạch cho các tài khoản tương tác của khách hàng cho phần nhỏ các đại diện trung tâm chỉ huy tuân thủ quy trình và có các cuộc gọi thành công.
- Quản lý cơ hội - Nếu quy trình được theo dõi chính xác thì cơ hội bán hàng tồn tại. Phần nhỏ các đại diện trung tâm chỉ huy sử dụng các công cụ, tuân theo mục tiêu đều được đo lường.
- Quản lý tài khoản - Đối với nhiều cơ hội với khách hàng, tài khoản được đo bằng các công cụ, quy trình và mục tiêu.
- Quản lý lãnh thổ - Để theo dõi tài khoản, lãnh thổ được đo lường bằng số lượng đại diện tài khoản và khách hàng tiềm năng so với khách hàng đang hoạt động.
- Quản lý lực lượng bán hàng - Quy trình bao gồm đào tạo, hệ thống CNTT, kiểm soát, huấn luyện và được chia sẻ giữa nhiều người và các phòng ban.

Năm hoạt động chính liên quan đến việc tạo nhân lực cho một lực lượng bán hàng. Chúng phải được chia thành các bước liên quan. Bước đầu tiên là lập kế hoạch tuyển dụng và tuyển chọn. Các trách nhiệm liên quan đến bước này thường được chỉ định cho các nhà quản lý bán hàng hàng đầu, người quản lý bán hàng tại hiện trường hoặc người quản lý nhân sự. Công ty muốn xác định số lượng và loại người cần thiết, bao gồm phân tích thị trường và công việc và chuẩn bị một mô tả công việc bằng văn bản. Trình độ của công việc phải được thiết lập để điền vào công việc. Thứ hai, giai đoạn tuyển dụng bao gồm việc xác định nguồn tuyển dụng phù hợp với loại người mong muốn, chọn nguồn sẽ được sử dụng và liên hệ với tuyển dụng. Bạn cần phải cân nhắc các tùy chọn và đánh giá hiệu quả tiềm năng của nó so với chi phí của nó. Thứ ba, chọn các ứng viên đủ điều kiện nhất. Giai đoạn lựa chọn có ba bước, trong giai đoạn lập kế hoạch có thể có trình độ được chỉ định và trong bước đầu tiên cần thiết phải thiết kế một hệ thống để đo các nhân viên chống lại các tiêu chuẩn từ giai đoạn lập kế hoạch. Sau đó, hệ thống phải được đưa vào hiệu lực với các ứng viên mới và sau đó thực hiện lựa chọn thực tế là bước cuối cùng. Hoạt động thứ tư là thuê những người đã được chọn. Chỉ vì một người đưa ra đề nghị không có nghĩa là công việc đã hoàn thành. Người ta phải thuyết phục một tuyển dụng rằng công việc cung cấp mọi thứ họ cần và muốn họ tham gia một công ty hoặc ít nhất là xem xét nó. Hoạt động thứ năm là để đồng hóa việc thuê mới vào công ty. Điều này được thực hiện bằng cách đặt chúng dưới sự chỉ đạo của một nhân viên trong công ty và có thể cho họ một người cố vấn để giúp họ cảm thấy thoải mái khi làm việc trong công ty và trải qua các chương trình đào tạo.

## Các thành phần của hệ thống tự động hóa lực lượng bán hàng
Các hệ thống tự động hóa bán hàng khác nhau về khả năng của chúng. Chúng có thể khác nhau tùy thuộc vào thông tin mà tổ chức cần. Ứng dụng này cũng có ý nghĩa dựa trên kích thước của tổ chức, tổ chức rollup, nhu cầu của hệ thống mới, quy trình bán hàng và số lượng người dùng.
Tùy thuộc vào yêu cầu, dịch vụ có thể rơi vào một trong hai loại:
1. phần mềm cơ bản
2. phần mềm theo yêu cầu (được lưu trữ)

Với phần mềm tại chỗ, khách hàng quản lý và mua ứng dụng. Phần mềm tại chỗ có một số ưu điểm và nhược điểm. Những bất lợi của tại chỗ là chi phí cao hơn của phần mềm, cùng với bảo trì. Tùy chỉnh cũng cần thiết cho một số người sử dụng các quy trình bổ sung ngoài giải pháp bình thường. Thời gian cũng là một yếu tố. Nhiều triển khai phần mềm tại chỗ mất nhiều thời gian hơn - cùng với nhiều phiên thử nghiệm và đào tạo. Lợi thế tổng thể của phần mềm tại chỗ liên quan đến lợi tức đầu tư tổng thể. Sử dụng ứng dụng từ ba đến năm năm sẽ trở nên hiệu quả về chi phí hơn. Một ưu điểm khác có thể phụ thuộc vào lượng dữ liệu. Với theo yêu cầu, các hạn chế về khối lượng nhất định được giữ, nhưng với các hạn chế về dữ liệu tại chỗ, dữ liệu dựa trên kích thước bộ nhớ của phần cứng cục bộ.
CRM là một cơ chế quản lý tất cả dữ liệu của khách hàng, khách hàng của họ và các đối tác kinh doanh khác trong một vùng chứa duy nhất. CRM với điện toán đám mây cho phép các doanh nghiệp giữ tầm vóc của khách hàng từ tất cả các góc của nó.
Một số công cụ có thể hỗ trợ trong việc tự động hoá các hoạt động bán hàng, ví dụ như hệ thống SaaS WebCRM, Dialfire và LeadDesk.

## Ứng dụng tự động hóa lực lượng bán hàng di động
Nhiều người quản lý bán hàng luôn sẵn sàng di chuyển. Sự phát triển của điện thoại thông minh đã trị vì việc tạo ra các hệ thống tự động hóa lực lượng bán hàng di động. Hầu hết các phòng CNTT của các công ty đều nhận thức rằng việc áp dụng các khả năng mới đòi hỏi phải thử nghiệm rộng rãi. Mặc dù thời gian cần thiết để thử nghiệm một sản phẩm mới như vậy, nó sẽ trả hết trong tương lai cho bộ phận bán hàng. Điện thoại thông minh thu hút người bán hàng vì chúng dễ mang theo và dễ sử dụng, hiển thị thiết kế giao diện hấp dẫn, màn hình cảm ứng và khả năng mạng không dây nhanh. Hơn 55% tổ chức toàn cầu năm 2000 sẽ triển khai dự án SFA di động vào năm 2011 và các nền tảng điện thoại thông minh mới hơn, như iOS của Apple và Android của Google, hướng tới tương lai tăng tính đa dạng trong việc lựa chọn thiết bị và hỗ trợ cho lực lượng bán hàng. Khi triển khai ứng dụng tự động hóa lực lượng bán hàng di động hoặc trong giai đoạn đầu của vòng đời phát triển hệ thống, các nhóm dự án sẽ cần đánh giá cách các giải pháp tiềm năng bao gồmthiết bị di động, phần mềm và cơ sở hạ tầng hỗ trợ và dịch vụ vận chuyển được đóng gói để cung cấp khả năng sử dụng hệ thống tối ưu, khả năng quản lý và tích hợp khả năng, cũng như khả năng mở rộng, độ tin cậy và hiệu suất.

## Ưu điểm

### Quản lý tiếp thị
- Hiểu cấu trúc kinh tế của một ngành
- Xác định phân khúc thị trường
- Xác định thị trường mục tiêu
- Xác định khách hàng tốt nhất tại chỗ
- Làm nghiên cứu tiếp thị để phát triển hồ sơ (nhân khẩu học, tâm lý và hành vi) của khách hàng cốt lõi
- Hiểu đối thủ cạnh tranh và sản phẩm của họ
- Phát triển sản phẩm mới
- Thiết lập cơ chế quét môi trường để phát hiện các cơ hội và mối đe dọa
- Hiểu điểm mạnh và điểm yếu của công ty
- Kiểm tra trải nghiệm của khách hàng về thương hiệu trong
- Phát triển các chiến lược tiếp thị cho từng sản phẩm của một người bằng cách sử dụng các biến hỗn hợp tiếp thị về giá, sản phẩm, phân phối và khuyến mãi
- Phối hợp chức năng bán hàng với các phần khác của kết hợp quảng cáo, chẳng hạn như quảng cáo, xúc tiến bán hàng, quan hệ công chúng và công khai
- Tạo lợi thế cạnh tranh bền vững
- Hiểu được thương hiệu nên ở đâu trong tương lai và cung cấp cơ sở thực nghiệm để viết kế hoạch tiếp thị thường xuyên để giúp đạt được điều đó
- Cung cấp đầu vào hệ thống phản hồi để giúp theo dõi và điều chỉnh quy trình
Bản mẫu:How

### Chiến lược
Các hệ thống tự động hóa lực lượng bán hàng cũng có thể tạo ra lợi thế cạnh tranh:
- Như đã đề cập ở trên, năng suất có thể tăng lên. Nhân viên bán hàng có thể sử dụng thời gian của họ hiệu quả hơn và hiệu quả hơn. Người quản lý bán hàng có thể trở nên hiệu quả và hiệu quả hơn (xem ở trên). Điều này làm tăng năng suất có thể tạo ra lợi thế cạnh tranh theo ba cách: nó có thể giảm chi phí, nó có thể tăng doanh thu bán hàng, và nó có thể tăng thị phần.
- Nhân viên bán hàng tại hiện trường có thể gửi thông tin của họ thường xuyên hơn. Thông thường, thông tin có thể được gửi đến quản lý sau mỗi cuộc gọi bán hàng, thay vì hàng ngày hoặc hàng tuần. Điều này cung cấp quản lý với thông tin hiện tại, mà họ có thể sử dụng trong khi nó có giá trị hơn. Thời gian phản hồi của quản lý có thể giảm đáng kể. Công ty có thể trở nên tỉnh táo và nhanh nhẹn hơn.
- Những hệ thống này có thể làm tăng sự hài lòng của khách hàng nếu chúng được sử dụng với sự khôn ngoan. Nếu thông tin thu được và phân tích với hệ thống được sử dụng để tạo ra sản phẩm phù hợp hoặc vượt quá mong đợi của khách hàng, và nhân viên bán hàng sử dụng hệ thống để phục vụ khách hàng chuyên nghiệp và siêng năng hơn, thì khách hàng phải hài lòng hơn với công ty. Điều này có thể mang lại lợi thế cạnh tranh vì sự hài lòng của khách hàng dẫn đến sự trung thành của khách hàng gia tăng, giảm chi phí mua lại khách hàng, giảm độ đàn hồi của nhu cầu và tăng lợi nhuận.

## Nhược điểm
Những bất lợi chính trong hệ thống quản lý lực lượng bán hàng là:
- Khó khăn trong việc áp dụng hệ thống
- Đã dành quá nhiều thời gian cho việc nhập dữ liệu
- Mất liên lạc cá nhân trong quá trình tự động hóa
- Quá trình bảo trì liên tục, cập nhật thông tin, làm sạch thông tin và nâng cấp hệ thống
- Chi phí liên quan của các hệ thống tự động hóa và bảo trì hệ thống bán hàng
- Khó khăn trong việc tích hợp với các hệ thống thông tin quản lý khác

## Khuyến khích sử dụng
Nhiều tổ chức đã gặp khó khăn trong việc thuyết phục người bán hàng nhập dữ liệu vào hệ thống. Vì lý do này nhiều người đã đặt câu hỏi về giá trị của khoản đầu tư. Những phát triển gần đây đã nhúng các hệ thống quy trình bán hàng cung cấp lại thứ gì đó cho người bán trong màn hình CRM. Bởi vì các hệ thống này giúp người bán hàng lập kế hoạch và cấu trúc bán hàng của họ một cách hiệu quả nhất, tăng năng suất, họ đưa ra một lý do để sử dụng CRM.